# François Lotte
Pour les articles homonymes, voir Lotte.
François Lotte, né le 15 mai 1889 à Mirecourt et mort le 21 mars 1970 dans la même commune, est un archetier français.

## Biographie
Fils de Georges Lotte, luthier qui travailla avec Jean-Baptiste Vuillaume, François Lotte fit son apprentissage dans la meilleure tradition française auprès de Bazin. Le 7 juin 1919, il épouse Marguerite Eugénie Ouchard, fille de Émile François Ouchard et sœur de Émile Auguste Ouchard. François travaille ensuite pour Eugène Cuniot-Hury entre 1922 et 1925. En 1926, il fonde son propre atelier à Paris.
Ses archets, marqués du sceau de l'atelier pour lequel il travaillait, sont jugés élégants et précis.
Ses marques sont : "FRANCOIS LOTTE", "Fcois LOTTE", "François Lotte".
Son fils, Roger François Lotte, né en 1922, prit la succession de son père dans les années 1960.